# フリー・ザ・チルドレン・ジャパン
認定特定非営利活動法人フリー・ザ・チルドレン・ジャパンは、東京都世田谷区南烏山に本部を置く日本の認定特定非営利活動法人である。略称は FTCJ。英語表記としてFree The Children Japanを用いる。
カナダにある「FREE THE CHILDREN」の日本支部である。

## 活動内容

### 活動実績
過去8年間の事業報告書をまとめたもの。
- 「2004年度事業報告書」 (PDF)  フリー・ザ・チルドレン・ジャパン、2013年1月10日閲覧。
- 「2005年度事業報告書」 (PDF)  フリー・ザ・チルドレン・ジャパン、2013年1月10日閲覧。
- 「2006年度事業報告書」 (PDF)  フリー・ザ・チルドレン・ジャパン、2013年1月10日閲覧。
- 「2007年度事業報告書」 (PDF)  フリー・ザ・チルドレン・ジャパン、2013年1月10日閲覧。
- 「2008年度事業報告書」 (PDF)  フリー・ザ・チルドレン・ジャパン、2013年1月10日閲覧。
- 「2009年度事業報告書」 (PDF)  フリー・ザ・チルドレン・ジャパン、2013年1月10日閲覧。
- 「2010年度事業報告書」 (PDF)  フリー・ザ・チルドレン・ジャパン、2013年1月10日閲覧。
- 「2011年度事業報告書」 (PDF)  フリー・ザ・チルドレン・ジャパン、2013年1月10日閲覧。

## メンバーについて
会員の種類は5種に分けられている。
- 正会員
定款上では「この法人の目的に賛同して入会した個人とする。」とされており年会費は10,000円である。この正会員は特定非営利活動促進法上の社員であり総会での議決権を持つ。
- 学生正会員
定款上では「この法人の目的に賛同して入会した18歳以上の学生の個人とする。」とされており年会費は5,000円である。この正会員は特定非営利活動促進法上の社員であり総会での議決権を持つ。
- 子ども正会員
定款上では「この法人の目的に賛同して入会した 18 歳以下(高等学校生はその在学中を含む。) の個人とする。」とされており年会費は0円である。この正会員は特定非営利活動促進法上の社員であり総会での議決権を持つ。しかし、公式ホームページより子ども代表委員のみが総会で議決権を持つと記載があるため、これには子ども代表委員しかなることはできないと推測される。逆にいえば子ども代表委員以外は会費を払わない限りは総会での議決権はない。
- 一般会員
定款上では「この法人の目的に賛同して協力するために入会した個人とする。」とされており年会費は0円である。「子どもメンバー(18歳以下・高校生まで)」と「ユースメンバー(18歳以上･学生から)」に分類され、活動への関わり方が大きく変わる。（後述）
- 賛助会員
定款上では「この法人の目的に賛同して賛助するために入会した個人または団体とする。」とあり、公式ホームページ等では「キッズパワー募金メンバー（FTCJ定期サポーター)」という名前で扱われており「学生・一口3,000円から(一括/年1回)」「社会人・一口12,000円から(一括/年1回)もしくは、3000円から分割/年4回)」「法人・一口30,000円から(一括/年1回)」の3種類に分類されている。
- その他
またこれらの会員のほかにもニュースレター購読メンバー（年1,000円）やメルマガ会員、その他ボランティアによって成り立っている。

## 沿革
1995年、当時12歳であったクレイグ・キールバーガーは、同い年であったパキスタンの児童労働反対活動家イクバル・マシーの死や、自分とのあまりに大きな生活環境の違いを知り強いショックを受け、同じ子どもの問題なら自分たち子どもで取組もうと「FREE THE CHILDREN」を設立。初めは教会や学校の友人に世界の情勢について呼びかけ賛同者を集めた。
1997年、当時一般企業退職後に渡米し、カリフォルニア州にあるNGOでインターンをしていた中島早苗は、クレイグ・キールバーガーについての記事を雑誌で読み、大きな衝撃を受け自分も何かアクションを起こしたいという気持ちで日本での活動を検討。
2004年9月には特定非営利活動法人格を取得している。
また2011年には国税庁より認定され今は認定特定非営利活動法人として活動している。

## 財務状況について
フリー・ザ・チルドレン・ジャパンは認定特定非営利活動法人ということもあり、収入の約47%(2011年度実績)は寄付金及び助成金で賄われている。また、2011年度の寄付者数の実績は150人である。
2011年度寄付金及び助成金実績（総収入21,981,906円中、寄付金等10,353,706円）
- サポーター 488,000円
- 一般寄付 940,031円
- 国内事業指定寄付 1,435,105円
- 海外自立支援事業指定寄付（タタグ）16,000円
- 海外自立支援事業指定寄付（フィリピン）18,534円
- 海外自立支援事業指定寄付（CCD）55,900円
- 海外自立支援事業指定寄付（インド）84,440円
- 海外自立支援事業指定寄付（モンゴル）62,100円
- 海外自立支援事業指定寄付（FTCネット）10,000
- 海外自立支援事業指定寄付（緊急支援）577,880円
- 海外自立支援事業指定寄付（その他指定なし）99,600円
- 助成金（国際協力NGOセンター）1,006,336円
- 助成金（青年海外協力協会）2,138,480円
- 助成金（JICA）142,780円
- 助成金（草の根市民財）490,000円
- 助成金（パナソニック）780,000円
- 助成金（GAVE2ASIA）908,520円
- 助成金（キリン福祉財団）150,000円
- 助成金（三菱東京UFJ財団）950,000円

財務諸表からも分かるように収入支出については事細かに記載があり、会計体制の強さや信頼性を窺える。
また、一年間で計8つの助成金を受けていること等から実績については申し分ないといえるだろう。

## 役員
2012年（平成24年）6月18日現在。
任期は2011年（平成23年）4月1日から2013年（平成25年）3月31日まで。
- 代表理事： 中島早苗（なかじまさなえ）

### 子ども代表委員
フリー・ザ・チルドレン・ジャパンでは全国の子どもメンバーから立候補、推薦によって選ばれる子ども代表委員というものがある。
子ども代表委員はフリー・ザ・チルドレン・ジャパンの代表として、フリー・ザ・チルドレン・ジャパン全体の運営や全国の子どもメンバーをつなぐ役割を担い、活動を企画、実施している。
また、子ども代表委員になるには以下の要件を満たす必要がある。
- 高校3年生以下であること
- 3ヶ月以上積極的に活動していて、これからも続けることのできること
- 児童労働撲滅を目指して頑張れやる気のあること
- パソコンが使えること

公式ホームページより子ども代表委員の活動は
- キッズパワーキャンペーンで渋谷・原宿のウォーク企画実施
- 子どもサミット
- チョコレートプロジェクト
- カナダ大使館チャリティーコンサートでのスピーチ
- 様々な講演会やセミナーでのスピーチ　がある。

## 現在ホームページが開設されている支部
- 神奈川支部
- 東京支部 - ウェイバックマシン（2016年3月4日アーカイブ分）
- 横浜山手支部
- 広島支部
- 岩手支部 - ウェイバックマシン（2016年3月4日アーカイブ分）